# Alexander George Findlay
Alexander George Findlay (Londres, 6 de janeiro de 1812 — Dover, 3 de maio de 1875) foi um geógrafo e hidrógrafo inglês cujos serviços à geografia foram comparados com os de Aaron Arrowsmith e August Heinrich Petermann.

## Biografia
Findlay nasceu em Londres, a 6 de janeiro de 1812, descendente dos Findlays de Arbroath, Forfarshire. O seu avô era um armador dessa cidade, que transferiu o seu negócio para o rio Tamisa. O pai de Findlay, Alexander Findlay, foi um dos primeiros membros da Royal Geographical Society.
Alexander George Findlay dedicou-se à compilação de obras geográficas e hidrográficas. Com a morte de John Purdy, o hidrógrafo, em 1843, assumiu uma posição de liderança. Em 1844 foi eleito membro da Royal Geographical Society, tendo sido membro do seu conselho e dos seus comités. As suas investigações em meteorologia atraíram a atenção de Robert FitzRoy.
Com a morte de Richard Holland Laurie, da firma Laurie & Whittle, a editora londrina de geografia e impressão, em 1858, Findlay assumiu a direção do negócio. Em 1885, quando a Van Keulen, de Amesterdão, fundada em 1678, foi dissolvida, tornou-se a mais antiga empresa ativa na Europa para a publicação de cartas e obras náuticas.
Os atlas de Findlay de Ancient and Comparative Geograph eram conhecidos internacionalmente. Em 1851 ele completou a revisão do Gazetteer de Richard Brookes e no mesmo ano publicou sua primeira grande obra, sobre as Costas e Ilhas do Oceano Pacífico (Coasts and Islands of the Pacific Ocean), em 2 vols. de 1400 páginas.
Findlay publicou seis grandes directórios náuticos, que se revelaram inestimáveis para o mundo marítimo. O conjunto inclui as obras The North Atlantic Ocean, The South Atlantic Ocean, The Indian Ocean, Indian Archipelago, China, and Japan, The South Pacific Ocean e The North Pacific Ocean (O Oceano Atlântico Norte, O Oceano Atlântico Sul, O Oceano Índico, Arquipélago Índico, China e Japão, O Oceano Pacífico Sul e O Oceano Pacífico Norte). Sir Henry Rawlinson afirmou que estas obras se tinham tornado manuais padrão autoritativos. Executou também uma série de cartas amplamente utilizadas pela marinha mercantil. A Sociedade de Artes concedeu a Findlay a sua medalha pela sua dissertação sobre o sistema inglês de faróis. Posteriormente, publicou "Lighthouses and Coast Fog Signals of the World".
Escreveu também um artigo sobre a ligação do Lago Tanganica com o rio Nilo, acompanhando-o de uma série comparativa de mapas relativos à extremidade norte do lago. Findlay fez parte de vários comités nomeados pela British Association for the Advancement of Science (Associação Britânica para o Avanço da Ciência) e contribuiu múltiplos artigos para a associação, em 1853, entre os quais On the Currents of the Atlantic and Pacific Oceans; Exeter, 1869, On the Gulf Stream, and its supposed influence upon the Climate of N.-W. Europe.
As publicações de Findlay ascenderam a 10000 páginas. Contribuiu com vários artigos para o Journal da Royal Geographical Society, para as Transactions of the Royal United Service Institution e para as Transactions of the Society of Arts. Na altura da perda de Sir John Franklin, analisou todas as rotas possíveis e, como membro do comité do Ártico da Royal Geographical Society, trabalhou nos argumentos que induziram o governo a enviar a Alert and Discovery expedition de 1875. Findlay dedicou muito tempo aos trabalhos do seu amigo David Livingstone na África Central e também investigou as fontes do Nilo. Para o registo das explorações de Burton e Speke durante 1858-1859, construiu um mapa das rotas percorridas. Em 1870, a Società Geografica Italiana elegeu-o um dos seus membros honorários estrangeiros.